# Infantry Tank (A38) Valiant

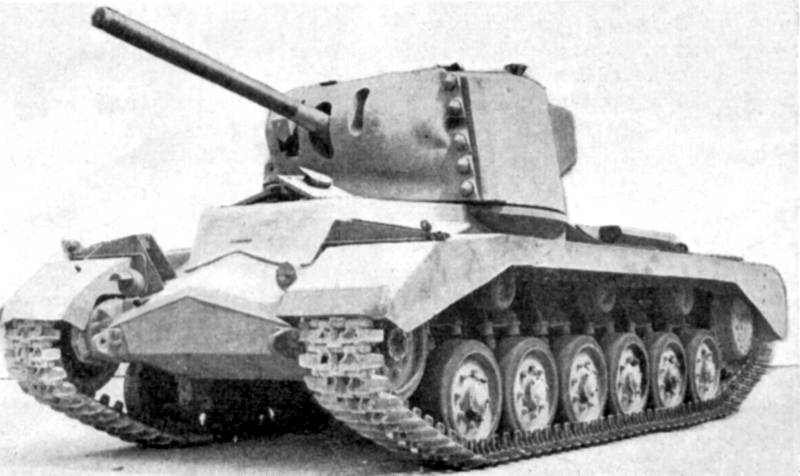
Valiant Infantry Tank

Der Infantry Tank (A38) Valiant ist ein nur als Prototyp gebauter britischer Kampfpanzer der im Zweiten Weltkrieg für die britischen Streitkräfte entwickelt worden ist. Er war als gut gepanzerter, mittlerer Kampfpanzer für den Einsatz gegen die japanischen Streitkräfte auf dem pazifischen Kriegsschauplatz gedacht. 

## Entwicklung
Er basierte auf dem Infantry Tank Mk III Valentine, dem er auch recht ähnlich sah, war jedoch um einiges stärker gepanzert, besaß ein wesentlich verbessertes Laufwerk und war etwa zehn Tonnen schwerer. Auffällig dabei waren die relativ gute ballistische Form der Frontpanzerung (die in gewisser Weise an die des späteren sowjetischen IS-3 erinnert) und der ebenfalls gegenüber den früheren britischen Panzern verbesserte Turm. Der Valiant war von der Auslegung her der erste echte britische Kampfpanzer.  
Mindestens eines der Fahrzeuge wurde nach der Entscheidung diesen Panzer nicht in Serienfertigung zu nehmen an der School of Tank Technology in Bovington für Lehrzwecke verwendet. 

## Produktion
Es wurden nur zwei Prototypen gebaut, zu einem Kriegseinsatz kam es jedoch nicht.  

## Museale Rezeption
Der Prototyp des Valiant blieb bis heute erhalten, er steht im Tank Museum in Bovington, Südwestengland.